# Meriania ornata
Meriania ornata är en tvåhjärtbladig växtart som beskrevs av John Julius Wurdack. Meriania ornata ingår i släktet Meriania och familjen Melastomataceae. Inga underarter finns listade i Catalogue of Life.